# Kai Besar
La isla Kai Besar (en indonesio: Pulau Kai Besar o Pulau Kei Besar), también conocida como el Gran Kei, Nuhu Yuuta o Nusteen, es una isla que pertenece al archipiélago de las islas Kai situado en la provincia de Molucas, en el este de Indonesia.
Es parte de las islas Molucas y cubre un área de 550 km². La segunda isla más grande del archipiélago de las islas Kai es la cercana Kai Kecil (también llamada «Pequeña Kai»), ubicada al oeste. Al este de Kai Besar esta el archipiélago de las islas Aru. El extremo norte de la isla se llama Tanjung Boranga, mientras que el extremo sur es llamado Tanjung Wedu. El punto más alto alcanza los 900 metros sobre el nivel del mar.